# Bergtagning
I folktron var bergtagning en föreställning om att övernaturliga väsen – i Sverige främst trollen, men även andra som vittra i Norrland ("vittertagen") – kunde lura med sig människor till sina boningar i berget eller under jorden, varpå dessa när de släpptes fria hade fått ett starkt förändrat sinnelag. Bergtagningar var därför ett sätt att förklara psykiska sjukdomar.
I sägnerna är det vanligaste att barnsängskvinnor bergtas och att deras barn efter födseln rövas bort av trollen, ofta genom att ersättas av en bortbyting. Ett annat vanligt motiv är också brudar som trolltas för att giftas bort med troll, vilket varit motiv i en mängd folkvisor, bland annat "Agneta och havsmannen", "Den bergtagna" och "Näckens svek".
Liknande föreställningar finns i många andra kulturer även utanför Norden. Idag används bergtagen oftast metaforiskt om någon som blivit starkt hänförd av exempelvis ett konstverk. Det relaterade japanska begreppet kamikakushi, som syftar på naturandarnas bortrövande av en människa, är en bakgrund till historien i den framgångsrika långfilmen Spirited Away (japanska: Sen to Chihiro no kamikakushi).
Ett annat sägenmotiv är sägnen om den i berget levande hjälten eller hären, som en gång skall rädda landet från undergång eller kristenheten från turkarna. Sägnen påträffas i många länder; i Sverige finns sägnen om riddarna i Ålleberg, i Danmark Holger danske, i Tyskland Karl den store eller Fredrik Barbarossa, i Wales Kung Artur, i Irland-Skottland Finn med flera.